# Do As Infinity X
『Do As Infinity X』（ドゥ・アズ・インフィニティ・テン）は、日本のロックバンド・Do As Infinityが2012年10月10日にavex traxから発売した10枚目のオリジナルアルバムである。

## 内容
前作『TIME MACHINE』から約8ヶ月ぶりのオリジナルアルバム。
1年にオリジナルアルバムを2作発表するのは『NEW WORLD』と『DEEP FOREST』を発売した2001年以来11年ぶりであり、初めて既発シングル未発表での発売と、作品発売前にライブでの全曲初披露が行われた。このことについて大渡亮は「毎年同じようなサイクルで活動していたので流れを変えようと思い、変えるなら、秋の周年記念ライブの付近にアルバムを出すというのが決まった。さらに付加価値を上げる為にスタッフから周年ライブでの全曲初披露を提案され、何かを変える上で不都合があったとしても刺激があるならやってみようと思った。」と語っている。
タイトルは前作で終了した頭文字しりとりから離れ、10枚目のオリジナルアルバムに因んで命名された。今作ではメンバーがディレクターの徳田善久に、前作制作後に「創られた世界観の楽曲や短編小説みたいな作品を復活させたいから、次作では川村サイコの作詞による楽曲を増やしたい」と提案したため、全曲の作詞を川村サイコが手掛けている。なお、メンバーは全曲がそうなるとは想定していなかったらしい。また、初めて全曲のドラムスが打ち込みで制作され、既発オリジナルアルバムのなかで最も音数が少ない。
ジャケットが異なるCD+DVD盤とCD盤の2形態で発売された。DVDには特典として同年3月31日から7月7日に全国の多目的ホールで敢行された、ライブツアー『Do As Infinity LIVE TOUR 2012 〜TIME MACHINE〜』から最終日の東京・渋谷公会堂公演が収録された。

## 収録曲

### Disc 1 / CD
| 全作詞: Psycho Kawamura、全編曲: Seiji Kameda（#4、#5、Strings: 金原千恵子）。 |                                        |                 |                 |      |
| #                                                                              | タイトル                               | 作詞            | 作曲            | 時間 |
| 1.                                                                             | 「ヨアケハチカイ」                     | Psycho Kawamura | Takuya Watanabe | 4:25 |
| 2.                                                                             | 「東京亜熱帯」                         | Psycho Kawamura | ZENTA           | 3:56 |
| 3.                                                                             | 「Work!」                              | Psycho Kawamura | Katsumi Ohnishi | 3:53 |
| 4.                                                                             | 「蓮華」                               | Psycho Kawamura | Katsumi Ohnishi | 4:45 |
| 5.                                                                             | 「mannequin」                          | Psycho Kawamura | Hirofumi Hibino | 4:47 |
| 6.                                                                             | 「コペルニクス」                       | Psycho Kawamura | Katsumi Ohnishi | 3:55 |
| 7.                                                                             | 「Right now」                          | Psycho Kawamura | Tatsuji Ueda    | 4:02 |
| 8.                                                                             | 「送電線」                             | Psycho Kawamura | Katsumi Ohnishi | 5:28 |
| 9.                                                                             | 「また明日も少しだけ頑張ろうとおもう」 | Psycho Kawamura | Katsumi Ohnishi | 4:20 |
| 10.                                                                            | 「ROCK DAYZ」                          | Psycho Kawamura | Takuya Watanabe | 4:16 |
| 合計時間:                                                                      | 合計時間:                              | 合計時間:       | 43:47           |      |

## 収録映像曲

### Disc 2 / DVD
| #   | タイトル                              | 作詞 | 作曲・編曲 |
| --- | ------------------------------------- | ---- | ---------- |
| 1.  | 「TIME MACHINE」                      |      |            |
| 2.  | 「アリアドネの糸」                    |      |            |
| 3.  | 「御伽話」                            |      |            |
| 4.  | 「For the future」                    |      |            |
| 5.  | 「Why?」                              |      |            |
| 6.  | 「PRIDE」                             |      |            |
| 7.  | 「恋歌」                              |      |            |
| 8.  | 「陽のあたる坂道」                    |      |            |
| 9.  | 「Holiday」                           |      |            |
| 10. | 「sense of life」                     |      |            |
| 11. | 「Week!」                             |      |            |
| 12. | 「魔法の言葉〜Would you marry me?〜」 |      |            |
| 13. | 「深い森」                            |      |            |
| 14. | 「黄昏」                              |      |            |
| 15. | 「もう一人の僕へ」                    |      |            |
| 16. | 「Gates of heaven」                   |      |            |
| 17. | 「JIDAISHIN」                         |      |            |
| 18. | 「Timeless」                          |      |            |
| 19. | 「君がいない未来」                    |      |            |
| 20. | 「本日ハ晴天ナリ」                    |      |            |
| 21. | 「遠くまで」(Encore)                  |      |            |
| 22. | 「冒険者たち」(Encore)                |      |            |
| 23. | 「Go Ahead!」(Encore)                 |      |            |
| 24. | 「あいのうた」(Encore)                |      |            |

## 参加ミュージシャン

### CD
Do As Infinity
- 伴都美子：Vocal & Chorus (全曲)
- 大渡亮：Guitar & Chorus (全曲)

Support Musician
- 亀田誠治：Bass (全曲)
- 豊田泰孝：Manipulator (全曲)
- 金原千恵子ストリングス：Strings (#4,5)

### DVD
Do As Infinity
- 伴都美子：Vocal
- 大渡亮：Guitar & Chorus

Support Member
- 高瀬順：Keyboards
- 松本淳：Drums
- 佐藤大剛：Guitar
- 岡本陽一：Bass
- 浜野和子：Chorus

## タイアップ
- KTV系ヨルパチーノドラマNEXT枠テレビドラマ『ピロートーク〜ベッドの思惑〜』主題歌 (#5)